# Бюрле, Дельфин
Дельфи́н Бюрле́ (фр. Delphyne Burlet; в замужестве — Хайман (нем. Heymann), род. 24 ноября 1966 года, Шамони) — бывшая французская биатлонистка, чемпионка мира 1993 года в командной гонке, бронзовый призёр Олимпийских игр 1994 года в эстафете.
Была замужем за биатлонистом Андреасом Хайманом (нем. Andreas Heymann, род. 1966), который родился в Германии и начинал выступать под немецким флагом, но затем принял французское гражданство и в 1998 году на Играх в Нагано представлял Францию. Вторым браком была замужем за белорусским биатлонистом Олегом Рыженковым, в браке родился сын Егор (род. 2003), позднее брак распался.